# ادی کوئیپرس
ادی کوئیپرس (۱۴ اکتبر ۱۹۱۴–۱۲ اکتبر ۱۹۹۲) شمشیرباز هلندی بود. او در انفرادی و تیمی مسابقات فلوره و سابر المپیک تابستانی ۱۹۴۸ به رقابت پرداخت.